# Cumella arguta
Cumella arguta är en kräftdjursart som beskrevs av Gamo 1962. Cumella arguta ingår i släktet Cumella och familjen Nannastacidae. Inga underarter finns listade i Catalogue of Life.